# Iltalehti
«Илталехти» (фин. Iltalehti — «Вечерняя газета») — ежедневная финская газета, третья по тиражу газета в Финляндии. Выходит с 1980 года.

## О газете
Газета появилась в 1980 году как дополнение к газете Uusi Suomi. Политически нейтральна, описывает жизнь современной Финляндии. Известность получила как первая газета, в которой была процитирована статья из Финской Википедии. Интернет-версия появилась в ноябре 2008 года.